# Gerard van Moorst
Gerard van Moorst (19 februari 1957) is een Nederlands voormalig voetballer die van 1976 tot 1985 uitkwam voor PEC Zwolle. Hij speelde als verdediger.

## Statistieken
| Seizoen | Club           | Land      | Competitie     | Wed. | Goals |
| ------- | -------------- | --------- | -------------- | ---- | ----- |
| 1977/78 | PEC Zwolle     | Nederland | Eerste divisie | 3    | 0     |
| 1978/79 | PEC Zwolle     | Nederland | Eredivisie     | 24   | 1     |
| 1979/80 | PEC Zwolle     | Nederland | Eredivisie     | 16   | 0     |
| 1980/81 | PEC Zwolle     | Nederland | Eredivisie     | 23   | 1     |
| 1981/82 | PEC Zwolle     | Nederland | Eredivisie     | 26   | 1     |
| 1982/83 | PEC Zwolle '82 | Nederland | Eredivisie     | 18   | 0     |
| 1983/84 | PEC Zwolle '82 | Nederland | Eredivisie     | 28   | 4     |
| 1984/85 | PEC Zwolle '82 | Nederland | Eredivisie     | 13   | 0     |
| 1985/86 | PEC Zwolle '82 | Nederland | Eerste divisie | 14   | 0     |
| Totaal  | Totaal         | Totaal    | Totaal         | 165  | 7     |

## Erelijst

### MetPEC Zwolle
| Nationaal               |    |         |
| Kampioen Eerste Divisie | 1x | 1977/78 |